# Thomas Nelson Page
Thomas Nelson Page (Oakland, 23 aprile 1853 – Oakland, 1º novembre 1922) è stato uno scrittore, avvocato e diplomatico statunitense.
Servì come ambasciatore degli Stati Uniti d'America in Italia dal 1913 al 1919 sotto l'amministrazione del presidente Woodrow Wilson durante la prima guerra mondiale. Nei suoi scritti Page rese popolare la tradizione sudista del genere delle piantagioni. Egli attirò per la prima volta l'attenzione del pubblico con la sua storia Marse Chan che fu pubblicata sul Century Illustrated Magazine. Le opere più importanti di Page includono The Burial of the Guns e In Ole Virginia.

## Biografia

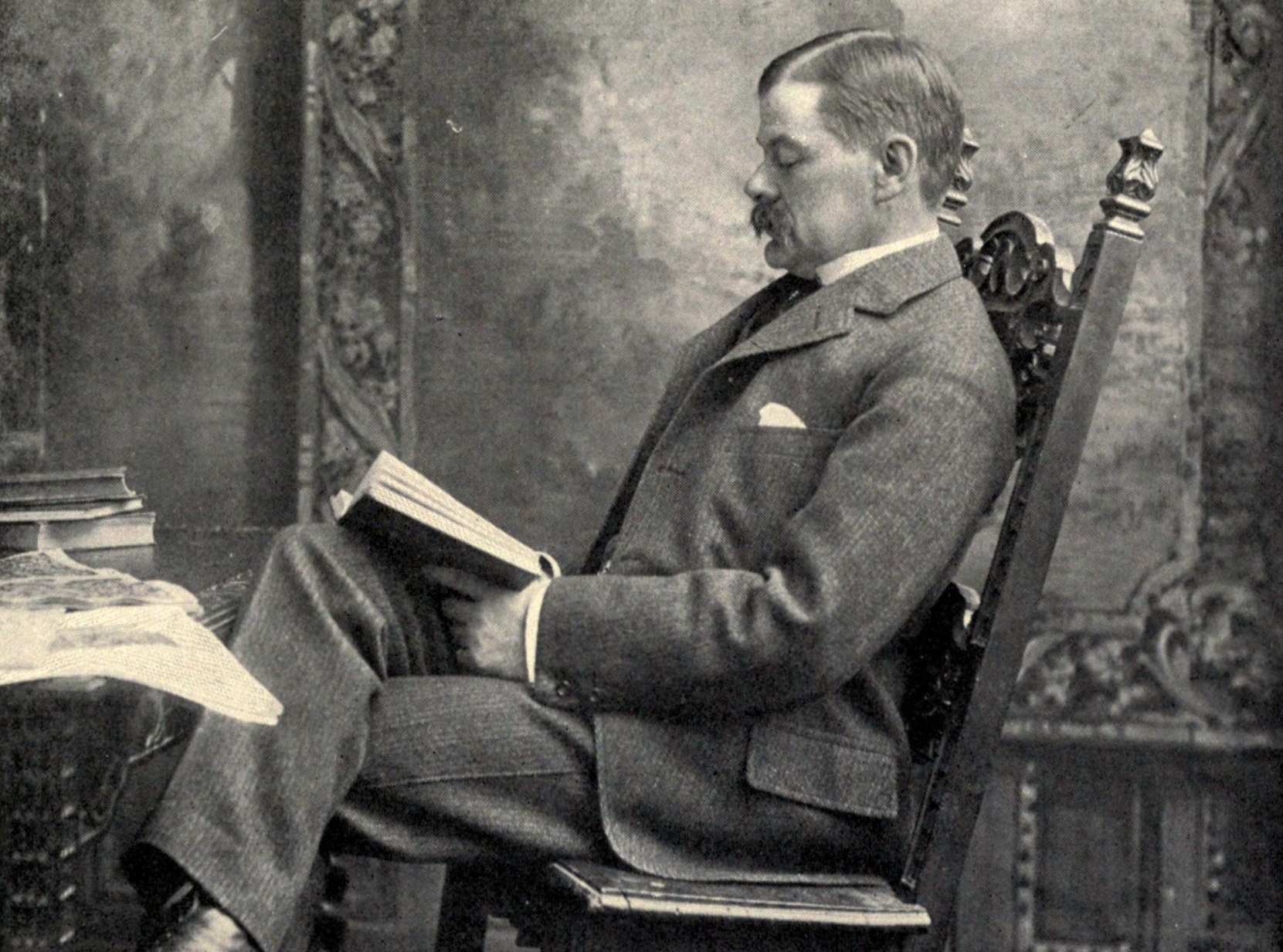
Thomas Nelson Page, 1903.

Page nacque in una delle piantagioni della famiglia Nelson a Oakland, vicino al villaggio di Beaverdam nella contea di Hanover in Virginia. Era il figlio di John Page, un avvocato e proprietario di una piantagione, e di Elizabeth Burwell (Nelson). Era un rampollo delle importanti famiglie Nelson e Page, ciascuna delle prime famiglie della Virginia. Sebbene provenisse da un lignaggio un tempo ricco, dopo la guerra di secessione americana, iniziata quando aveva solo 8 anni, i suoi genitori e i loro parenti furono in gran parte impoveriti durante la ricostruzione e la sua adolescenza. Nel 1869 entrò a far parte del Washington College, noto ora come Washington and Lee University, a Lexington in Virginia quando Robert Edward Lee era presidente del college. Nelle successive opere letterarie di Page, Robert Edward Lee sarebbe diventato la figura modello dell'eroismo sudista. Page lasciò il Washington College prima della laurea per motivi finanziari dopo tre anni, ma continuò a desiderare un'istruzione specificatamente in giurisprudenza. Per guadagnare soldi per pagare la laurea, Page insegnò ai figli dei suoi cugini nel Kentucky. Dal 1873 al 1874 fu iscritto alla facoltà di giurisprudenza dell'Università della Virginia. Al Washington College e successivamente all'UVA, Nelson fu membro della prestigiosa confraternita Delta Psi, AKA St. Anthony Hall.
Ammesso alla Virginia Bar Association, esercitò la professione di avvocato a Richmond tra il 1876 e il 1893, e iniziò anche la sua carriera di scrittore. Si sposò con Anne Seddon Bruce il 28 luglio 1886 che però morì il 21 dicembre 1888 per un'emorragia alla gola.

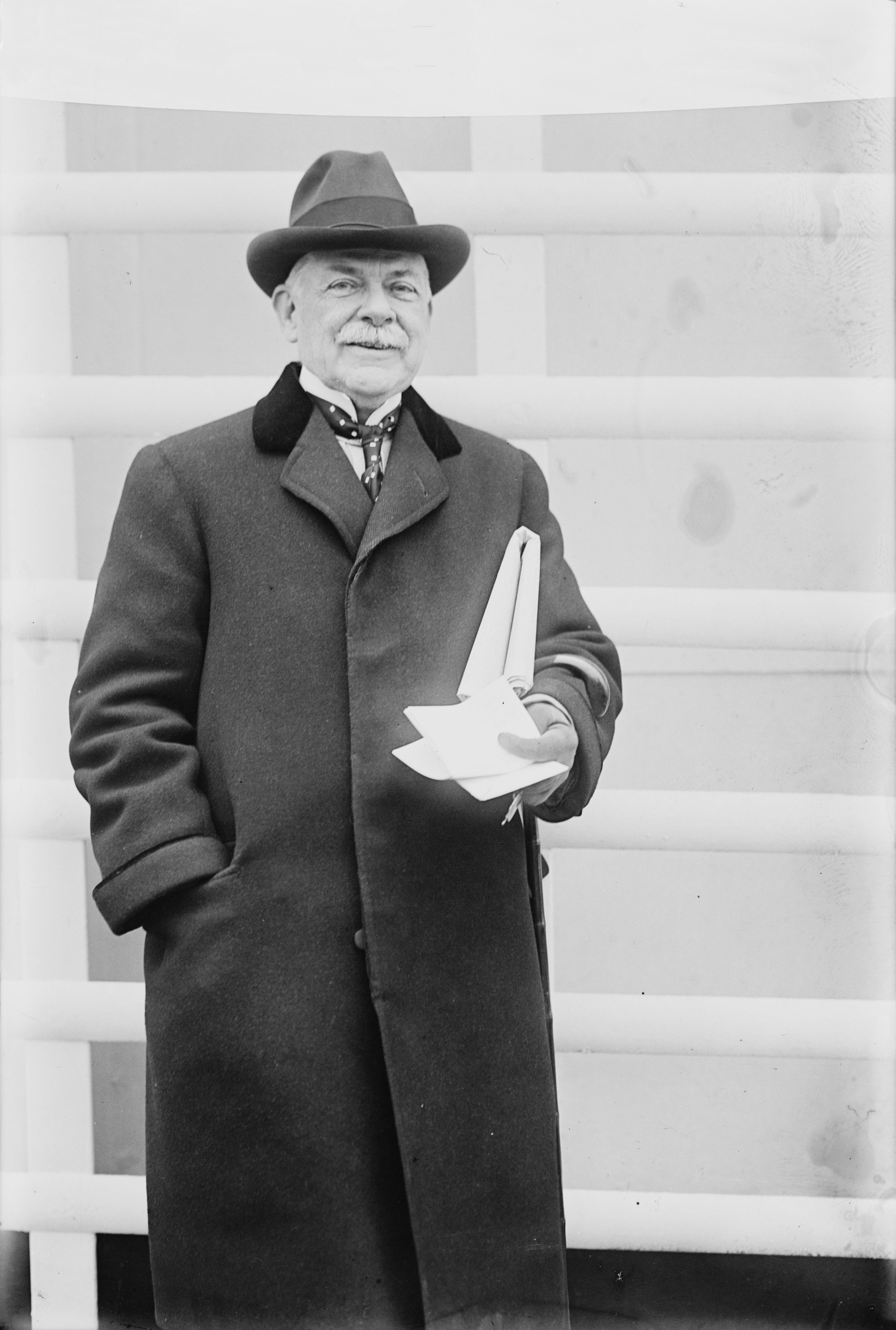
Thomas Nelson Page nel 1916.

Si risposò il 6 giugno 1893 con Florence Lathrop Field, una cognata vedova del rivenditore Marshall Field (suo marito Henry Field era morto meno di tre anni prima). Nello stesso anno Page, che era rimasto disilluso dal sistema legale meridionale, rinunciò completamente alla sua pratica e si trasferì con la moglie a Washington, DC. Lì, continuò la sua scrittura, che ammontava a diciotto volumi quando furono compilati e pubblicati in 1912. Page rese popolare il genere di scrittura del sud della tradizione delle piantagioni, che raccontava una versione idealizzata della vita prima della guerra di secessione, con schiavi contenti che lavoravano per gli amati padroni e le loro famiglie. Page vedeva il sud anteguerra come una rappresentazione della purezza morale e spesso diffamava le riforme della Gilded Age come un segno di declino morale.
La sua raccolta di racconti del 1887, In Ole Virginia, è l'opera per eccellenza di Page, poiché fornisce una rappresentazione del sud anteguerra. Il suo racconto più famoso di quella raccolta era Marse Chan. "Marse Chan" è stato reso popolare grazie alla capacità di Page di catturare il dialetto degli Stati Uniti del sud. Un'altra sua raccolta di racconti è intitolata The Burial of the Guns (1894).
Come risultato del suo successo letterario, Page era popolare tra l'élite della Capitale ed era regolarmente invitato a socializzare con i politici di tutto il paese. Durante il primo quarto del XX secolo, fondò una biblioteca nella struttura Sycamore Tavern vicino a Montpelier, Virginia, in memoria di sua moglie, Florence Lathrop Page.

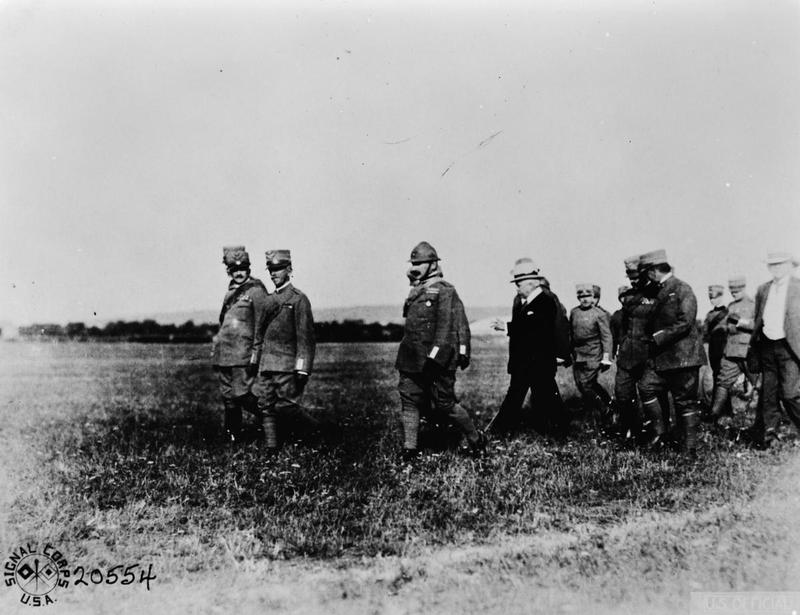
Il Re d'Italia Vittorio Emanuele III di Savoia con l'ambasciatore Page, il generale Charles Treat, il colonnello William Wallace e ufficiali della Missione alleata in Italia, tra Villafranca di Verona e Sommacampagna il 1º agosto 1918.

Sotto il presidente Woodrow Wilson, Page fu nominato ambasciatore degli Stati Uniti in Italia per sei anni tra il 1913 e il 1919. Lì sostenne la Legione cecoslovacca in Italia. Nonostante non fosse formato in italiano e avesse poca esperienza in affari di governo, Page era determinato a fare un buon lavoro. Alla fine imparò l'italiano, instaurò rapporti benefici con i funzionari del governo italiano e riferì accuratamente sullo stato italiano durante la prima guerra mondiale. Page riuscì a mantenere e migliorare le relazioni italo-statunitensi durante la prima guerra mondiale e fornì un orecchio comprensivo alla causa italiana e della Triplice intesa nel governo degli Stati Uniti. Dopo un disaccordo con il presidente Wilson sui termini del Trattato di Versailles, in cui sosteneva maggiori benefici italiani, Page si dimise dal suo incarico nel 1919. Il suo libro intitolato L'Italia e la guerra mondiale (1920) è una memoria del suo servizio lì.
Dopo essere tornato a casa sua a Oakland, in Virginia, Page continuò a scrivere per il resto dei suoi anni. Morì nel 1922 a Oakland in Virginia.

## Famiglia

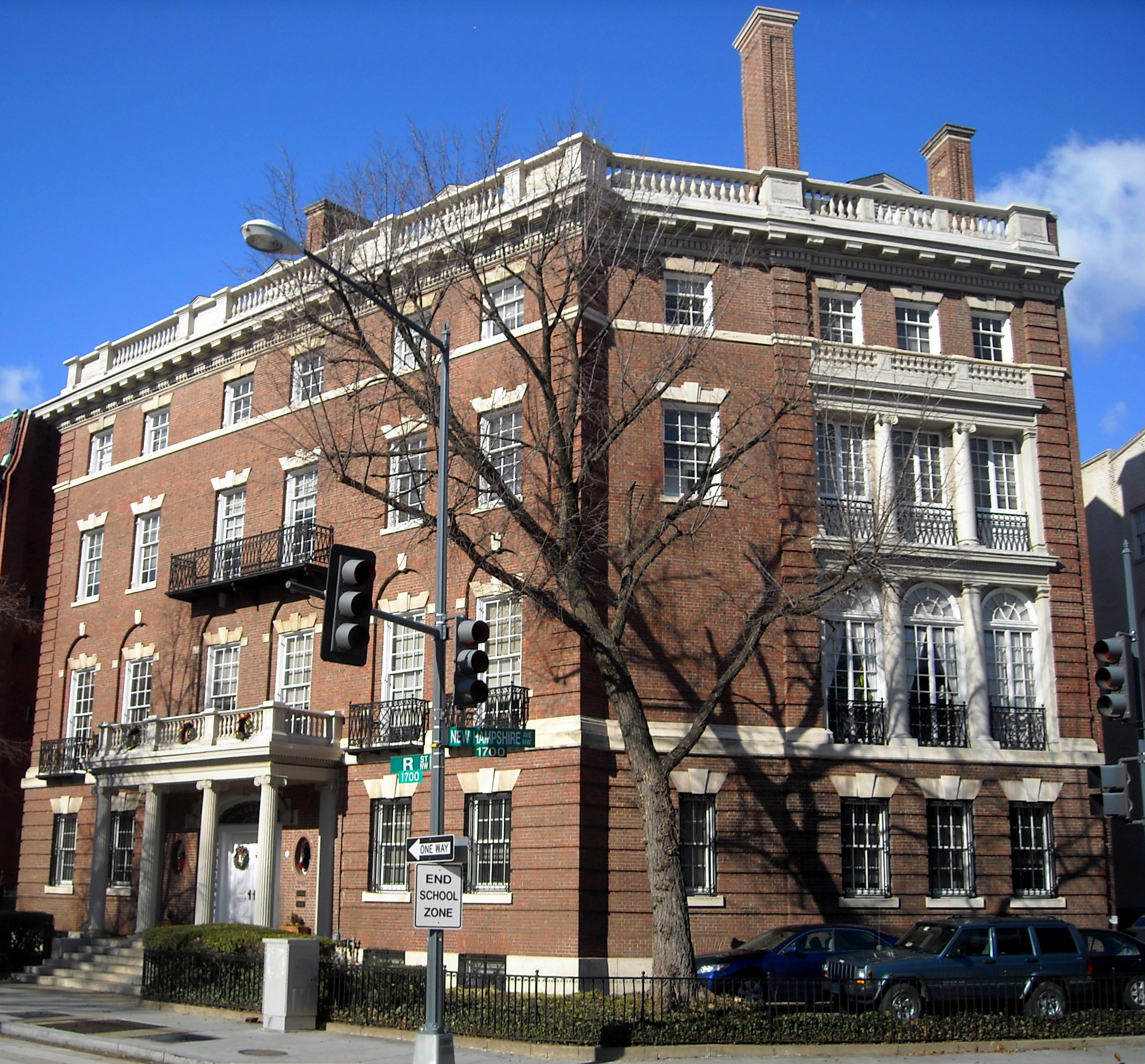
La Thomas Nelson Page House nel quartiere Dupont Circle di Washington, DC è elencata nel National Register of Historic Places

Le famiglie Page e Nelson erano entrambe parte delle prime famiglie della Virginia. Il lignaggio Page in Virginia iniziò con l'arrivo del colonnello John Page a Jamestown nel 1650. Il colonnello Page fu un importante fondatore della Middle Plantation, che in seguito fu ribattezzata Williamsburg. La famiglia Page includeva Mann Page, il membro del Congresso degli Stati Uniti e il governatore John Page. Il lignaggio Nelson iniziò con Thomas "Scotch Tom" Nelson, un immigrato scozzese che si stabilì a Yorktown, e suo figlio, William Nelson, che fu un governatore reale della Virginia. Thomas Nelson Page era un diretto discendente di Thomas Nelson Jr., firmatario della Dichiarazione d'indipendenza e governatore dopo la statualità, e quindi di Robert Carter I, che prestò servizio come governatore reale ad interim della Virginia e fu uno dei suoi proprietari terrieri più ricchi tra la fine del XVII e l'inizio del XVIII secolo. La famiglia Nelson si era stabilita nella contea di Hanover, dove la madre di Thomas, Elizabeth Burwell Nelson, sposò John Page.
Un cugino contemporaneo di Thomas Nelson Page era William Nelson Page (1854–1932), che divenne un ingegnere civile e un manager minerario aveva contribuito a sviluppare le risorse naturali della Virginia occidentale e della Virginia occidentale meridionale tra la fine del XIX e l'inizio del XX secolo. William Page è accreditato, in collaborazione con il finanziere milionario Henry Rogers, della pianificazione e costruzione della Virginian Railway. La villa di epoca vittoriana della sua famiglia, la Page-Vawter House ad Ansted, è un National Historic Landmark così come un ex negozio aziendale della Page Coal and Coke Company a Pageton. Altri cugini erano ufficiali confederati Robert Edward Lee e Richard Lucian Page.
Le rovine della Rosewell Plantation, la casa dei primi membri della famiglia Page e una delle più belle ville costruite nelle colonie, si trovano sulle rive del fiume York nella contea di Gloucester. Nel 1916, un incendio spazzò il palazzo lasciando un magnifico guscio che testimonia l'artigianato e i sogni del XVIII secolo. Sono in corso studi archeologici nel sito.
La seconda moglie di Page, Florence, era un membro della prestigiosa famiglia Barbour, cosa che fece di Page un membro per matrimonio.

## Opere

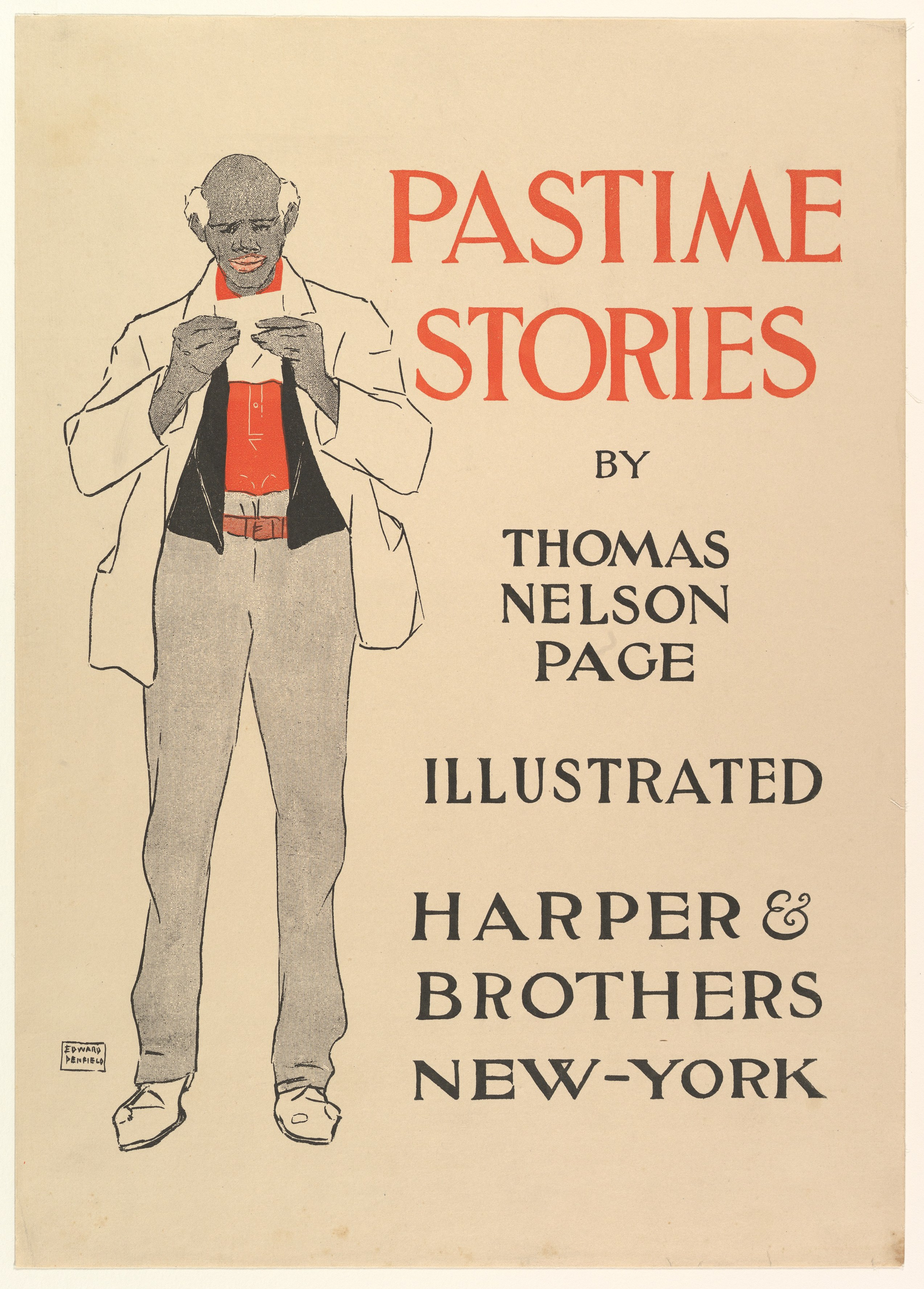
Poster di Edward Penfield per Storie di passatempo (1894)

- In Ole Virginia, o racconti di Marse Chan e altre storie (1887).
- Poesie Befo' de War: Echoes in Negro Dialect (1888).
- Due piccoli confederati (1888) romanzo breve per giovani lettori.
- Tra i campi (1891) racconti per giovani lettori.
- Racconti di Elsket e altre storie (1891).
- Sul fiume ritrovato (1891) romanzo.
- Il vecchio sud: saggi sociali e politici (1892).
- The Burial of the Guns (1894) racconti e una novella.
- Storie di passatempo (1894) racconti.
- Unc' Edinburg: A Plantation Echo (1895).
- Vita sociale nella vecchia Virginia prima della guerra (1896).
- Il vecchio gentiluomo del ceppo nero (1897) novella.
- Red Rock: A Chronicle of Reconstruction (1898) romanzo.
- Il compagno di Babbo Natale (1899).
- Un Babbo Natale catturato (1900).
- Romanzo di Gordon Keith (1903).
- Due prigionieri (1903).
- Bred in the Bone (1904) racconti.
- Il negro (1905).
- Poesie La costa della Boemia (1907).
- John Marvel, assistente (1907) romanzo.
- Under the Crust (1907) racconti e un'opera teatrale.
- Saggi The Old Dominion: Her Making and Her Manners (1908).
- La visita di Tommy Trot a Babbo Natale (1908).
- Robert E. Lee: Il sudista (1908).
- Mount Vernon e la sua conservazione, 1858-1910 (1910).
- Robert E. Lee: L'uomo e il soldato (1911).
- La terra dello spirito (1913).
- Il libro di storie di Page (1914).
- Racconto The Stranger's Pew (1914).
- Il pastore che vegliava di notte (1916).
- Discorso al trecentesimo anniversario dell'insediamento di Jamestown (1919).
- L'Italia e la guerra mondiale (1920).
- Dante e la sua influenza: studi (1922).
- I cavalieri rossi (1924).

### Articoli selezionati
- "Lee in Defeat," The South Atlantic Quarterly, Vol. VI (1907).
- "The Spirit of a People Manifested in their Art," Art and Progress, Vol. II (1910).
- "Our Relation to Art," The American Magazine of Art, Vol. XIII (1922).

### Opere raccolte
- I romanzi, le storie, gli schizzi e le poesie di Thomas Nelson Page (18 voll., 1910–12).